# Al Hayat TV
Al Hayat TV, aussi appelée Life TV (قناة الحياة), est une chaîne de télévision chrétienne évangélique en langue arabe basée à Chypre, qui diffuse en Afrique du Nord, au Moyen-Orient, aux États-Unis, au Canada et en Australie. 

## Histoire
La chaine a été fondée à Chypre en 2003 par Al Hayat Ministries, une organisation chrétienne évangélique .

## Programmation
Al Hayat TV diffuse des programmes conçus par différents ministères chrétiens. Des magazines, des clips musicaux, des reportages, des documentaires, des films ainsi que des séries y sont présentés. Un de ses animateurs les plus connus est le Frère Rachid. Joyce Meyer a des émissions traduites en Arabe.

## Controverses
En 2010, Zakaria Botros, un prêtre  orthodoxe copte égyptien, a été congédié de la chaine pour avoir dit en ondes que les musulmans subissaient « un lavage de cerveau » [réf. à confirmer] .